# Rahrbach
Rahrbach ist ein Dorf mit über 600 Einwohnern im Westen der Gemeinde Kirchhundem im Kreis Olpe (Nordrhein-Westfalen).

## Geografie

### Geographische Lage
Das Dorf Rahrbach liegt auf einer Höhe von etwa 440 m über NN bei 51°02′ nördlicher Breite und 7°59′ östlicher Länge im Südsauerland an den sogenannten Südsauerländer Rothaarvorhöhen, die das Rothaargebirge nach Nordwesten abdachen und zum Südsauerländer Bergland gehören. Die Landschaft ist Teil der Haupteinheitengruppe Süderbergland und somit des Rheinischen Schiefergebirges. Der Ort wird vom Hundem-Nebenfluss Olpe, der hier noch Rahrbach heißt und namensgebend für das Dorf war, durchflossen.
Rahrbach ist umgeben von den Bergen Vogelsang (Nordwesten, 560 m), Stemberg (Nordnordwest, 563 m), Wolfhardt (Norden, 626 m), Gühberg (Südosten, 495 m). Das Gebirge im Süden, um die sogenannte Rahrbacher Höhe, hat Höhen von circa 550 m. Dort verläuft die Gemeinde- und Kreisgrenze zur Stadt Kreuztal und zum Kreis Siegen-Wittgenstein, die bereits in früheren Jahrhunderten das Fürstentum Nassau-Siegen vom kurkölnischen Herzogtum Westfalen trennte und hier den Verlauf sowohl der Uerdinger als auch der Benrather Linie beschreibt. Teile vom Naturschutzgebiet Buchen- und Bruchwälder bei Einsiedelei und Apollmicke liegen auf dem Gebiet des Dorfes.

### Nachbarorte
Nachbarorte von Rahrbach sind im Rahrbachtal Kruberg im Westen und Welschen Ennest im Osten, die ebenfalls zur Gemeinde Kirchhundem gehören. Weitere größere Nachbarorte sind im Norden Oberveischede (Stadt Olpe) sowie im Süden Littfeld und Burgholdinghausen (Stadt Kreuztal).

## Geschichte
Die Ersterwähnung von Rahrbach ist im sogenannten Liber valoris, einem um 1308 entstandenen Einkünfteverzeichnis der Erzdiözese Köln, zu finden. Der Ort erscheint dort unter dem Namen Rurbeke. Man kann jedoch davon ausgehen, dass der Ursprung des Ortes früher liegt. Denkbar ist eine Erschließung der Rahrbachmulde durch Bewohner des Veischedetals, worauf grundherrschaftliche Besitzverhältnisse und auch die ursprüngliche Zugehörigkeit von Benolpe, Welschen Ennest, Rahrbach und Kruberg zum Kirchspiel Kirchveischede deuten. Der Ursprung der Dörfer wird jedoch kaum vor 950 anzusetzen sein, bei Kruberg kann man wahrscheinlich von einer Entstehung erst nach 1050 ausgehen.
Beim Ortsnamen Rahrbach kann davon ausgegangen werden, dass er von dem Gewässer auf den Ort übergegangen ist. Die älteste Form des Ortsnamens im Liber valoris lautet Rurbeke. Der Name ist zusammengesetzt aus dem Grundwort beke für „Bach“, plattdeutsch Bieke, und dem Bestimmungswort Rur oder heute Rahr, dessen Bedeutung unklarer ist.

### Administrative Zugehörigkeit
Urkunden des 13. und 15. Jahrhunderts zeigen, dass das Südsauerland zum Herrschaftsbereich der Edelherren von Gevore-Bilstein gehörte, die Inhaber der Gerichtsgewalt und anderer Hoheitsrechte waren. Bezeichnet wurde dieser Herrschaftsbereich als Freibann, Freigrafschaft oder Herrschaft Amt Bilstein. Nach dem Tod Johanns II. von Bilstein, der 1363 letztmals erwähnt wird, ging die Herrschaft Bilstein an die Grafen von der Mark über und verlor somit ihre Selbständigkeit. 1368 verkaufte Graf Gottfried IV. von Arnsberg nach einer verlorenen Fehde mit Graf Engelbert III. von der Mark seine Grafschaft an das Kölner Erzstift. Die kölnischen Besitzungen im Sauerland, die damit erstmals ein geschlossenes Territorium bildeten, wurden fortan als Herzogtum Westfalen bezeichnet. Dieses Territorium konnte 1444 um Burg und Stadt Fredeburg und 1445 um die Herrschaft Bilstein erweitert werden. Das Herzogtum Westfalen gliederte sich in die Quartale Bilstein, Brilon, Rüthen und Werl, die wiederum eine unterschiedliche Anzahl von Ämtern oder Gerichten umfassten. Zum Quartal Bilstein zählten die Ämter Bilstein, Fredeburg und Waldenburg.
Die Zugehörigkeit des Bilsteiner Landes zum kurkölnischen Herzogtum Westfalen dauerte bis zur Säkularisation der geistlichen Fürstentümer 1802/03. Mit dem Reichsdeputationshauptschluss vom 25. Februar 1803 wurde das Herzogtum Landgraf Ludwig X. von Hessen-Darmstadt zugesprochen, der es aber bereits im September 1802 durch seine Truppen besetzen ließ. Während der hessen-darmstädtischen Herrschaft kam es auf der unteren Verwaltungsebene zu bedeutenden Veränderungen. So wurde am 18. Juni 1808 die Schultheißenordnung eingeführt. Auf unterster Ebene wurden Schultheißen als Ortsvorstände eingesetzt, deren Dienstvorgesetzter im Amt Bilstein Amtmann Freusberg war. Rahrbach bildete einen eigenen Schultheißenbezirk mit Karl Joseph Höfer als Schultheiß. Zu dem Bezirk gehörten außerdem die Orte Kruberg und Fahlenscheid.
Die hessen-darmstädtische Administration endete rasch. Bereits 1816 ging das Herzogtum Westfalen auf Grund der Regelungen des Wiener Kongresses in den Besitz des preußischen Staates über. Zum 1. August 1816 wurde der neue Regierungsbezirk Arnsberg gebildet und nach allgemeinem preußischem Vorbild in Kreise untergliedert. Statt der Schultheißenbezirke richtete man 1826 Bürgermeistereien ein. Rahrbach kam dabei zur Bürgermeisterei Bilstein.
Die Landgemeindeordnung für die Provinz Westfalen vom 31. Oktober 1841 war Grundlage für eine erneute Verwaltungsreform, bei der 1843/44 das Amt Bilstein gebildet wurde. Das Kirchspiel Rahrbach mit den Ortschaften Fahlenscheid, Kruberg, Rahrbach und Welschen Ennest bildete fortan eine politische Gemeinde des Amtes Bilstein. Diese Konstellation der Gebietsgliederung blieb erhalten bis zur kommunalen Neugliederung im Kreis Olpe, die am 1. Juli 1969 in Kraft trat. Das Amt Bilstein wurde aufgelöst. Die Gemeinde Rahrbach kam mit Ausnahme des Ortes Fahlenscheid zur neuen Großgemeinde Kirchhundem.

### Gemeindevorsteher und Bürgermeister der Gemeinde Rahrbach
- 1843–1846: W. Neuhaus
- 1846–1857: Heinrich Limper
- 1857–1861: Josef Neuhaus
- 1861–1864: Johann Heinrich Limper
- 1864–1870: Schmidt
- 1870–1882: Limper
- 1883–1895: Heinrich Limper
- 1895–1900: Franz Grünewald
- 1900–1903: Robert Limper sen.
- 1903–1913: Eduard Limper
- 1913–1918: Robert Limper jun.
- 1918–1924: Anton Schröder
- 1924–1930: Robert Schröder
- 1930–1934: Robert Limper
- 1934–1941: Lohmann
- 1941–1945: Bruno Trinn
- 1946:–0000 Neuhaus
- 1946–1948: Karl Graefenstein
- 1948–1955: Josef Kramer
- 1955–1961: Johann Berens
- 1961–1969: Hubert Hellekes

### Religionen

#### Kirchliche Zugehörigkeit
Das Sauerland war seit der Zeit der Sachsenmission ein Teil der Erzdiözese Köln. Urpfarreien im Südsauerland waren Attendorn und Wormbach. Die kirchliche Zugehörigkeit zu Köln dauerte bis 1821, als das Gebiet dem Bistum Paderborn zugewiesen wurde.
Zur Gründung der Pfarrei Rahrbach mit dem Kirchenpatron St. Dionysius kam es wahrscheinlich im 13. Jahrhundert. Vorher gehörten die Orte des Olpe-Rahrbach-Tals ab Benolpe zur St.-Servatius-Kirche in Kirchveischede. Der Seelsorgebezirk der Pfarrei Rahrbach umfasste außer dem Pfarrort die Dörfer Fahlenscheid, Kruberg und Welschen Ennest. Mit dem Kirchenneubau von 1902/03 wurde Welschen Ennest eigenständige Pfarrvikarie und löste sich somit von der Pfarrei Rahrbach. Seit Jahren werden beide Gemeinden aber nur noch durch einen Seelsorger betreut. 2002 kam es zur Gründung des Pastoralverbundes Am Cölschen Heck mit den Pfarrgemeinden Kohlhagen, Silberg/Varste, Benolpe, Welschen Ennest und Rahrbach. Seit dem 1. Januar 2013 gehört die Pfarrei Rahrbach zum Pastoralen Raum Kirchhundem, wobei die Kapellengemeinde Fahlenscheid auf dem Gebiet der Stadt Olpe den einzigen Fall darstellt, dass kirchliche und kommunale Grenzen unterschiedlich verlaufen.
Die Einteilung des Sauerlandes in Dekanate erfolgte um die Mitte des 11. Jahrhunderts. Dabei kam die Pfarrei Kirchveischede zum Dekanat Engern (Dekania Angriae). Dieses wurde um 1100 in die beiden Dekanate Meschede und Wormbach aufgeteilt, wobei Kirchveischede zu Meschede kam. Somit gehörte auch die Pfarrei Rahrbach seit ihrer Gründung zum Dekanat Meschede und kam dann bei der Neueinteilung der Dekanate 1832 zum Dekanat Elspe. Seit 2006 ist die Pfarrei dem neuen Dekanat Südsauerland angegliedert.

### Bergbau
Rund um Rahrbach gab es mehrere Bergwerke. Am bekanntesten dürfte das Bergwerk Poche auf der Rahrbacher Höhe sein. 1576 wird berichtet, dass das Bergwerk Poche verfallen sei. Der ursprüngliche Betrieb hatte also bereits viel früher stattgefunden. Spätestens Ende des 17. Jahrhunderts wurde hier wieder über den Pocher Stollen bzw. Braebecker Stollen abgebaut. Da der genaue Grenzverlauf zwischen dem Herzogtum Westfalen und dem Fürstentum Nassau umstritten war, kam es im weiteren Betriebsverlauf zwischen 1709 und 1770 zu zahlreichen Streitigkeiten um die Abbaurechte mit einem Bergwerk auf der Nassauischen Bergseite. 1838 wurden beide Gruben unter dem Namen Rahrbacher Höhe vereinigt. Bis 1863 wurden Aufschlussarbeiten durchgeführt. Danach wechselten die Besitzer der Grube, ohne dass ein weiterer Abbau erfolgte.

### Öffentliche Einrichtungen
- Schützenhalle
- Katholisches Pfarrheim inklusive Bücherei